# Ayuntamiento de Antigua Guatemala

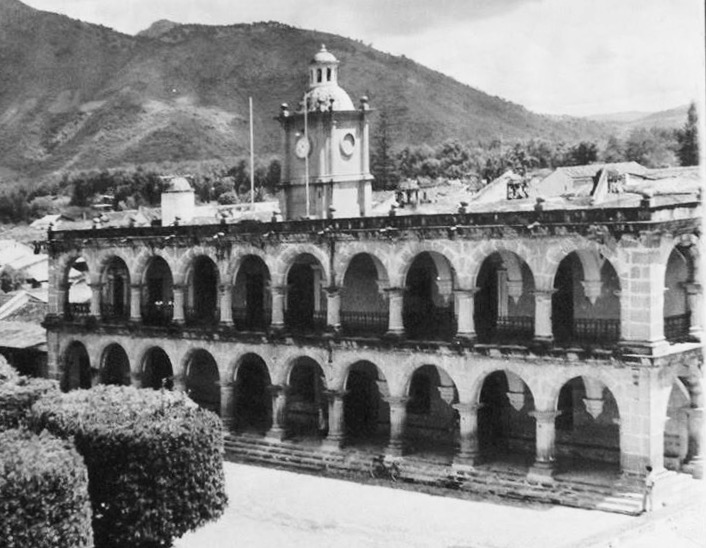
Ayuntamiento de la Antigua Guatemala, año 1916.

El Palacio del Ayuntamiento de Antigua Guatemala, o Casa de Cabildo, está localizado en la ciudad de Antigua Guatemala. Alberga las oficinas de la Municipalidad de Antigua Guatemala. Se le atribuye su planeamiento y construcción a Luis Diez de Navarro, Juan de Dios Aristondo, y especialmente el mayor mérito a Diego de Porres que era el Arquitecto Mayor de la Ciudad. Está ubicado sobre la 4.ª calle, frente al Parque Central, a un costado de la Catedral. La fachada es de doble arquería con columnas toscanas de piedra maciza y el muro oriental está revestido de piedra tallada.

## Historia
Cuando se trasladó al valle de Panchoy, la ciudad de Antigua Guatemala se trazó en forma rectilínea, con las calles orientadas de norte a sur y de este a oeste, con una plaza central. Para los edificios eclesiásticos y de gobierno fueron designados lugares importantes alrededor de la plaza central. Entre 1549 y 1563, las propiedades al sureste de la plaza mayor que pertenecían al Obispo Francisco Marroquin fueron vendidas a la corona y ocupadas por el primer presidente de la Real Audiencia de los Confines: el licenciado Alonso López Cerrato, antepasado de Manuel José Arce, quien además fungió como gobernador y capitán general. El edificio que se construyó originalmente era pequeño de artesonado con portal, techo de teja y paredes de adobe.
La edificación del actual Palacio del Ayuntamiento se realizó entre los años 1740 a 1743 y se le atribuye su planeamiento y construcción a Luis Díaz de Navarro, Juan de Dios Aristondo, y especialmente a Diego de Porres que era el arquitecto mayor de la Ciudad. Está ubicado sobre la 4.ª calle, frente al Parque Central, a un costado de la Catedral. La fachada es de doble arquería con columnas toscanas de piedra maciza, el muro oriental está revestido de piedra tallada.

### Terremotos de San Miguel
Los terremotos de San Miguel dañaron la ciudad considerablemente, al punto que el Real Palacio sufrió daños en algunos cuartos y paredes. Estos terremotos hicieron pensar a las autoridades en trasladar la ciudad a un nuevo asentamiento menos propenso a la actividad sísmica; los vecinos de la ciudad se oponen rotundamente al traslado, e incluso tomaron el Real Palacio en protesta al mismo. Al final, la ciudad no se movió de ubicación, pero el número de elementos en el Batallón de Dragones para resguardar el orden fue considerable. Los daños en el palacio fueron reparados por Diego de Porres, quien los terminó en 1720; aunque hay indicios de que hubo más trabajos de Porres hasta 1736.
Los sismos continuaron y en 1751 hubo otro fuerte temblor que dañó la ciudad. Este terremoto no causó daños al edificio del Ayuntamiento.

### Los Terremotos de Santa Marta

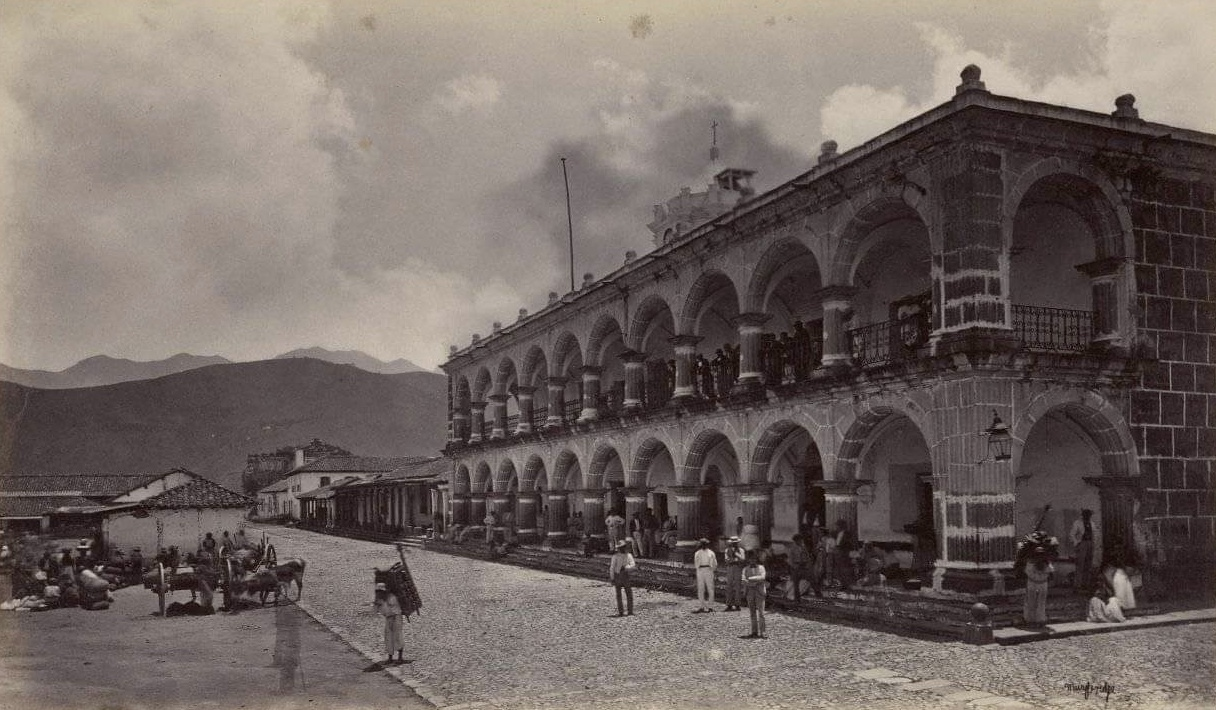
Edificio del ayuntamiento en 1875.

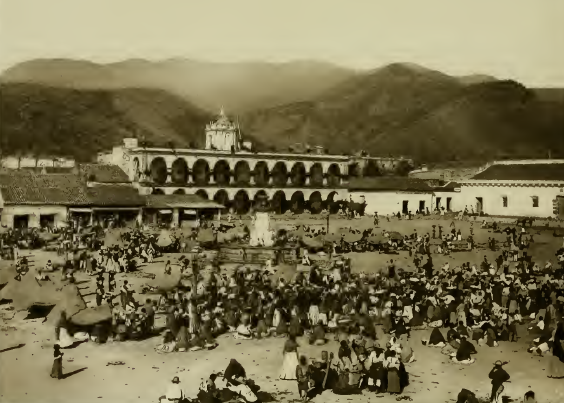
Ayuntamiento de la ciudad de Antigua Guatemala en 1898.

Para 1773, el Reino de Guatemala era vasto, con una jurisdicción que abarcaba más de 2400 kilómetros de longitud, limitada por el Océano Atlántico y el Océano Pacífico al sur; tenía tres obispados sufragáneos, once ciudades, muchas villas y aproximadamente novecientos pueblos, repartidos en veinticuatro gobiernos y alcaldías mayores que dominaba la Real, Pretorial Audiencia, presidida por el presidente, el consejo y regimiento. Entre las dependencias de la Audiencia se encontraban: los juzgados de tierras, juzgados de bienes de difuntos, juzgados de cruzada, juzgados de papel sellado y bienes de comunidades, ordinarios de provincia, tribunal de cuentas, y los de las respectivas rentas reales. Por su parte, los criollos guatemaltecos oponían al poder real el Ayuntamiento, el cual estaba compuesto de dos alcaldes ordinarios, trece regidores, procurado síndico y mayordomo.; y finalmente, el poder eclesiástico, que estaba dirigido por el arzobispo, con nueve prebendados, cinco dignatarios, dos curas rectores, ocho conventos religiosos, cinco de monjas, tres de beatas y dos colegios.
Después de los terremotos de 1751, se renovaron muchos edificios y se construyeron numerosas estructuras nuevas, de tal modo que para 1773 daba la impresión de que la ciudad era completamente nueva. La mayoría de las casas particulares de la ciudad eran amplias y suntuosas, al punto que tanto las puertas exteriores como las de las habitaciones eran de madera labrada y las ventanas eran de finos cristales y tenían portales de madera labrada. Era frecuente encontrar en las residencias pinturas de artistas locales con marcos recubiertos de oro, nácar o carey, espejos finos, lámparas de plata, y alfombras delicadas. Y los templos católicos eran magníficos: había 26 iglesias en la ciudad, y 15 ermitas y oratorios. Los principales edificios públicos de la ciudad no se quedaban atrás en lujo y ostentación: el Palacio Real, el Palacio Arzobispal, la Casa de Cabildo y la Casa de Moneda. Asimismo estaba la Real Universidad, dos seminarios de niños, un seminario de niñas, la Real aduana, ocho conventos de monjes y cinco de monjas, tres beaterios, dos hospitales, dos cárceles de varones y una de mujeres.
El 29 de julio de 1773, día de la festividad de Santa Marta de Betania, ocurrió un fuerte sismo en la localidad alrededor de las tres de la tarde. Una hora después fue seguido de un violento terremoto que duró alrededor de un minuto, en medio de una tenaz lluvia que azotaba el lugar. La sacudida ocasionó el destrozo de las edificaciones religiosas, gubernamentales y privadas, así como rompió acueductos y provocó la escasez de alimentos, pues los nativos, que abastecían a la población, habían huido a los montes. 
Justo en los días dos y cuatro de agosto, fueron celebradas «Juntas Generales» presididas por el Gobernador Martín de Mayorga y adonde se hicieron presentes las autoridades locales, entre ellas el Arzobispo Pedro Cortés y Larraz, miembros del Ayuntamiento y representantes de las órdenes religiosas que allí residían. En la reunión se decidió informar al Rey Carlos III y al Consejo de Indias sobre los destrozos y el eventual traslado al vecino valle de La Ermita, sitio que no estaba cercano a volcanes, circunstancia a la que se atribuía los temblores.
El 13 de diciembre dos fuertes sismos sobrevinieron en la zona, desatando un nuevo enjambre sísmico, lo que reforzó la posición de quienes preferían la mudanza. En enero de 1774 el Concejo de Indias se pronunció sobre el traslado interino hacia La Ermita. Bajo la administración de Matías de Gálvez, entre 1779 y 1783, se dio por resuelto el desalojo.
Posiblemente los daños causados por el terremoto fueron serios, pero fueron más serios los que provocó el saqueo y el abandono de la ciudad. El 16 de enero de 1775 el maestro mayor de obras Bernardo Ramírez, comenzó a sacar todos los materiales utilizables del edificio para trasladarlos a la nueva capital ya que se había emitido orden legal en la cual se ordenaba que debían ser trasladados al nuevo asentamiento todos los materiales que pudiesen servir en la construcción de edificios y casas.
El edificio de la Casa de Cabildo tampoco sufrió mayores daños tras este terremoto.

## Después del traslado de la capital
La ciudad permaneció en relativo abandono durante el siglo xix e incluso en 1813, el arzobispado vendió los claustros e iglesias abandonados a particulares. Algunas familias retornaron a la ciudad a tomar posesión de sus antiguas propiedades, lo que motivó la instalación de autoridades en la localidad y la rehabilitación y reconstrucción parcial de algunos edificios. 
En 1851, fue instalado un reloj en el edificio y este fue restaurado por el corregidor José María Palomo y Montufar en 1853. Hasta 1955 funcionó en la planta baja del edificio una prisión municipal; y desde el 2 de enero de 1956 fue convertida en el «museo de Santiago» o «museo de Armas», el cual fue inaugurado el 2 de enero de 1956; este museo posee cinco salas de exhibición, donde se muestran colecciones de pintura, escultura, trabajos en cerámica y heráldica. También hay exposiciones de herrería, muebles y armas coloniales. Una de las celdas más visitadas en el museo es la llamada «celda de La Tatuana», la cual es parte del folklore guatemalteco: cuenta la leyenda que la Tatuana era una mujer que fue encarcelada por brujería y negocios ilícitos y deshonestos, y que se escapó en un barco mágico que ella había dibujando con carbón en la pared de su celda.
El Ayuntamiento, junto con la ciudad de Antigua Guatemala, fue declarado Patrimonio cultural de la Humanidad por la UNESCO en 1979.

## Arquitectura

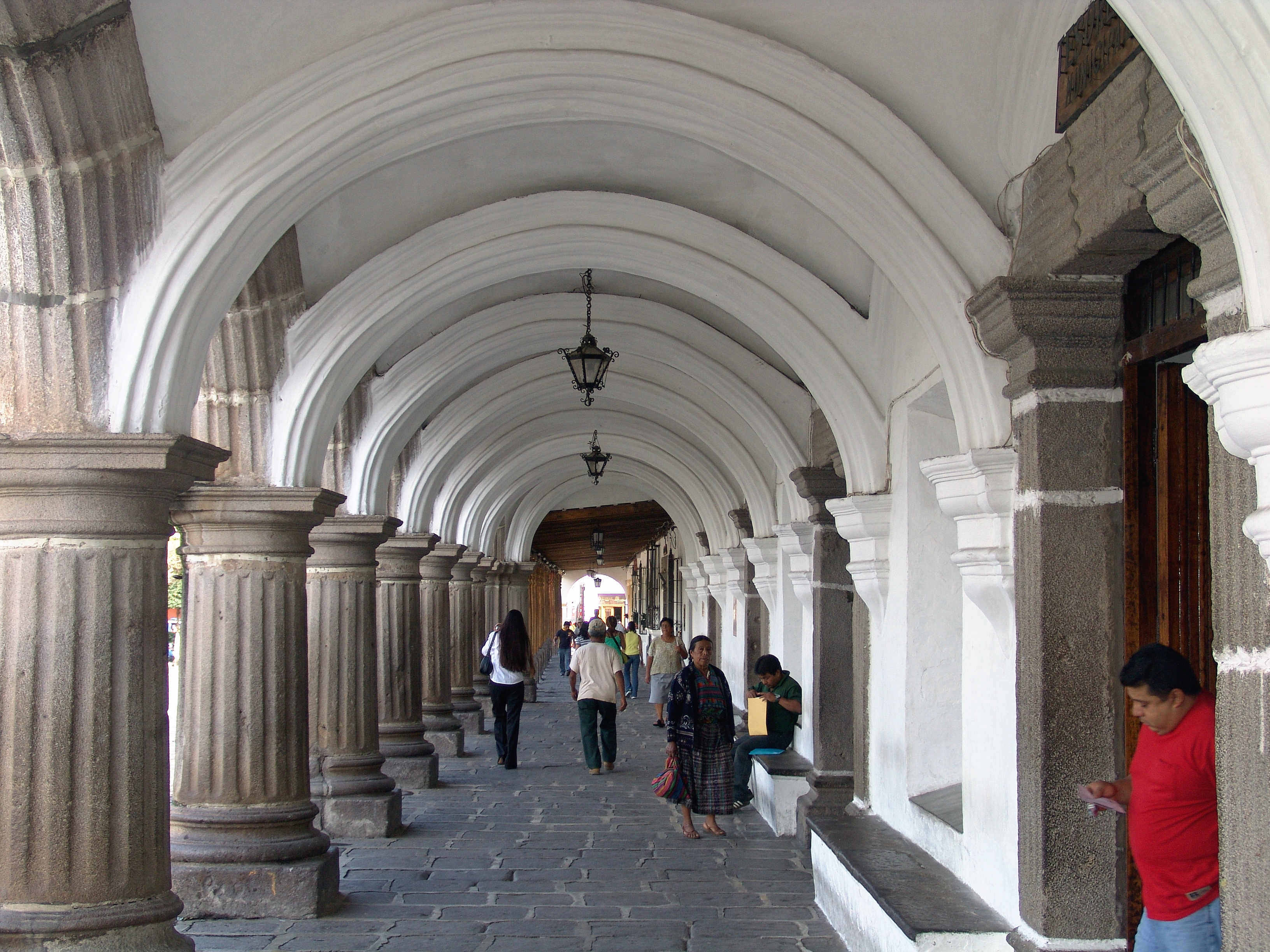
Arcada
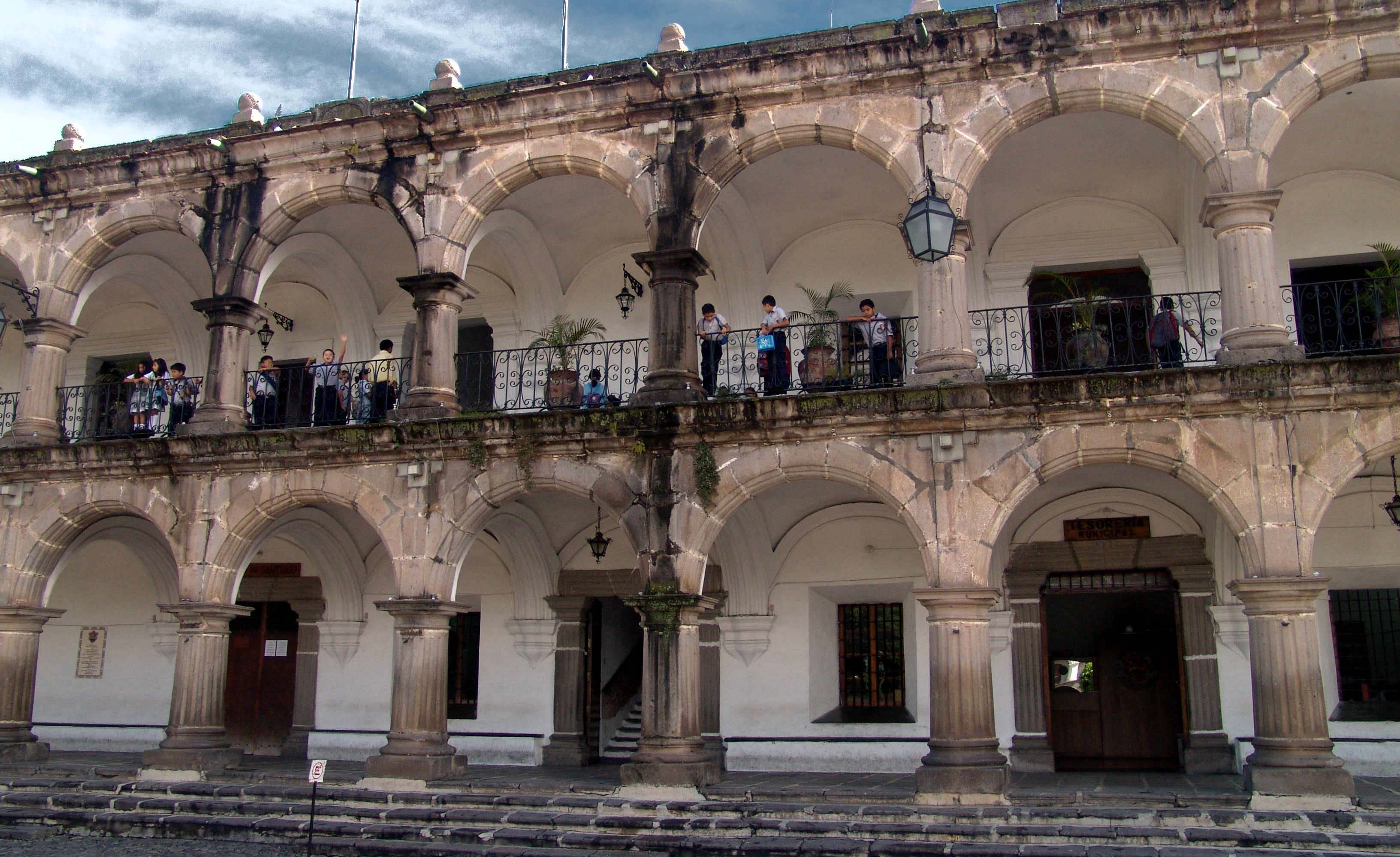
Fachada

## ¿Cuándo se construyó?
El Palacio del Ayuntamiento de Antigua Guatemala o Casa de Cabildo, alberga las oficinas de la Municipalidad de Antigua Guatemala. Se le atribuye su planeamiento y construcción a Luis Diez de Navarro, Juan de Dios Aristondo, y especialmente el mayor mérito a Diego de Porres que era el Arquitecto Mayor de la Ciudad. Está ubicado sobre la 4.ª Calle, frente al Parque Central, a un costado de la Catedral. La fachada es de doble arquería con columnas toscanas de piedra maciza y el muro oriental está revestido de piedra tallada.
Se construyó de 1740 a 1743, no ha tenido daños, ni ha sido afectado por los terremotos. Fue restaurado en 1853, por el arquitecto Diego de Porres, Luis Diez de Navarro y Juan de Dios Aristondo
.